# ابوالحسن شاذلی
شیخ ابوالحسن شاذلی (نام کامل: أبوالحسن علی بن عبدالله بن عبدالجبار المغربی)، مؤسس و قطب اول فرقه شاذلیه از مسلمانان اهل تصوف است. نسب او به حسن مجتبی می‌رسید.

## زندگی‌نامه
ابوالحسن شاذلی در غماره در نزدیکی سبته در شمال مراکش زاده شد.  نیای پدری وی از سلسله ادریسیان منسوب به خاندان  هاشمی و نیای مادری وی از شاهزادگان قماره بودند.
طبق تاریخ تعریف شده جد شیخ ابوالحسن از روستای جودی (کوه جودی) شمال کوردستان‌  و ازنوادگان سلطانی هستن طی سفری به غماره کوچ نموده اند وی طبقه گفته و خودش از ملت الکراد نسب‌ است و وی مذهب مالکی داشت و برای تحصیل علوم رایج و جستجوی معرفت پا در راه سفر گذاشت. ابوالحسن در قله جَبَلُ العَلَم نزدیک شهر تطوان عزلت پیشه کرد. او در جوانی در نزد عبدالسلام بن مشیش شاگردی نمود، تعالیم شیخ مشیش در زندگانی شاذلی تأثیر زیادی داشت. او به اشارت شیخ عبدالاسلام به ناحیه‌ای در تونس که شاذلی نامیده می‌شد سفر کرد و به سبب اقامت در آن ناحیه به شاذلی شهرت یافت. وی در شاذلی مراحل سلوک را پیمود و به ترویج تعالیم صوفیه همت گمارد. طریقه او در مغرب رواج پذیرفت و شمار زیادی از مردم و عده ای از خانواده سلطان به این طریقه تمایل پیدا کردند.
در سال ۶۴۲ق وی به همراه پیروانش از مغرب به اسکندریه رفت و در محلی که سلطان ایوب بدو بخشیده بود اقامت گزید. طریقه ابوالحسن شاذلی در مصر با اقبال زیادی روبرو شد و شمار فراوانی از اهل علم و صاحبان منصب و طبقات مختلف مردم به حلقه پیروان آن پیوستند. او همچنین سفری کوتاه به اسپانیا داشت تا این که سرانجام در اسکندریه ساکن شد. شاذلی در اسکندریه ازدواج کرد و صاحب فرزندان شد. در این زمان شاذلی در اسکندریه و قاهره شاگردان و مریدان بسیاری داشت که از طبقات مختلف مردم بودند.
او در سال ۱۲۵۸ میلادی معادل با ۶۵۶ قمری در صحرای عیذاب مصر در نزدیکی دریای سرخ در حالی که در مسیر حج بود درگذشت.
از جمله فرزندان ایشان به جای مانده از ١١ تا فرزند فقط سه در قید حیاتش ماندن 
شیخ طه درولایت مصر
شیخ عبدلله در ولایت سوریه
شیخ خالد بن حسن در بلاد کردستان ایران شهر مریوان واقع هستند
که شیخ خالد شاذلی به عنوان فرماند به سوی عراق لشکر کشی کرد برای جنگ با تار تار ها بعد به بلاد مریوان رفت مشغول به خدا پرستی بود که نوه ایشان 
شیخ زکریا قدس سره طریقت شاذلی را در این بلاد رواج داد و همسر ایشان شاهدخت بخارا به اسم بیبی اراک بود از ایشان صاحب دوازده فرزند پسر بود که به مقام قطب رسیده بودند از میان پسر هاش که برجسته تر بودند شاه نعمت الله ولی و حضرت شیخ پیریونس انجیران قدس سره بود که به مقام قطب زمان رسیده بود که نواده گان شیخ زکریا در مریوان مشغول به خدا پرستی در طریقت پدربزرگشان شیخ ابولحسن شاذلی هستند که در کتاب های نورالانوار ،قاموس الانساب‌، بنه مالی زانیاران کاملا نسب ایشانندمشخص است که نوه برجسته ایشان شهاب کاکوزکریایی شیخ شهاب الدین کاکوزکریایی، یا شیخ شهاب الدین شاذلی شاعر الکراد و شیخ طریقت شاذلیه است که در عهد صفویه زیسته است.[۱][۲][۳][۴] او بیشتر در مریوان و اطراف زیسته، از نسل شاه نعمت الله ولی  است و در اشعار خود به او اشاره می‌کند. تخلص شعری وی شهاب است و از او اشعاری به زبان‌های مختلف، از جمله الکردی و فارسی، به جا مانده است و شجره نامه  این طایفه بزرگ شیخ میران شیخ کریم هانه شیخان در مریوان هست که به شیخ میران باختر مشهور است

مهم‌ترین مریدان شاذلی ابوالعباس مرسی بود که پس از او قطب طریقت شاذلیه گردید. شاذلی در عمر خود، کتابی ننوشت بلکه گفت کتاب‌های من اصحاب من هستند.

## مبانی تعلیمات شاذلی
تعالیم ابوالحسن شاذلی با مبانی سنت اول انطباق دارد. غایت و موضوع اصلی در مبانی عرفانی شاذلیه معرفت الهی است. تعالیم شاذلیه بیشتر مبتنی بر انجام معاملات و به جا آوردن آدابی است که سالک را به معرفت و توحید می‌رساند. این تعالیم کاملاً با احکام شریعت موافق است و روحیه بی اعتنایی به دنیا را در میان آنان ترویج می‌کند. اوراد و اذکار در معاملات آنان نقش مهمی داشته‌است. به رغم ترویج مشی زاهدانه در میان شاذلیه تعالیم آن‌ها موجب نمی‌شد که آن‌ها راه انزوا در پیش گیرند و خود را از جامعه و قشرها مردم متمایز سازند یا با پوشیدن لباسهایی خاص خود را نشان دار سازند. آن‌ها مانند دیگران در فعالیت‌های اجتماعی شرکت می‌کردند و هر یک متناسب با توانایی و علاقه خود پیشه و حرفه‌ای را برمی‌گزیدند.

## مریدان او
شاذلی پیش از سال ۶۵۶ق یکی از پیروان خود به نام ابوالعباس مُرسی را به جانشینی خود برگزید. ابوالعباس نیز کتاب و رساله ای تألیف نکرد و از خود هیچ تألیفی بر جای نگذاشت.
ابن عطاءالله اسکندری یکی از مریدان ابوالعباس مرسی بود که در ترویج مشرب ابوالحسن شاذلی بسیار کوشید. وی نخستین کسی بود که به عنوان پیر طریقه شاذلیه دست به تألیفات متعددی زد و آثار متنوعی برجای گذاشت.

## ارکان مشرب شاذلی
مشرب عرفانی ابوالحسن بر دو رکن استوار بود: ذکر و توحید.
تعالیم، آداب و معاملات آن‌ها با طریقه‌های دیگر مانند قادریه و سهروردیه تفاوتهایی داشت. برخلاف آن سلسله‌های عرفانی، آن‌ها می‌کوشیدند با عامه مردم بیامیزند و وجه ممیز و مشخصی نسبت به آن‌ها نداشته باشند. بدین سبب پیروان این طریقه خرقه بر تن نمی‌پوشیدند و لوازم و نشانه‌هایی که دیگر طریقه‌ها برای متمایز شدن از عامه مردم با خود همراه می‌کردند در میان پیروان شاذلیه جایی نداشت. لباس آنان مانند لباس دیگر مسلمانان بود. آن‌ها پایبند بودند که با دسترنج خود امرار معاش می‌کنند و بار زندگی خود را بر دوش دیگران قرار ندهند. در واقع پیروان این طریقه اعتقاد داشتند با حضور فعال در جامعه و پذیرفتن مسئولیتهای اجتماعی و در پیش گرفتن پیشه‌های مختلف می‌توان زندگی معنوی را نیز جستجو کرد. بدین سبب از نظر آن‌ها کسانی می‌توانستند سیر استکمالی را طی کنند و مراحل و منازل سلوک را بپیمایند که از پیکره جامعه و متن مردم جدا نشوند و با نشانه‌های ظاهری از سایر مردم ممتاز نگردند.
از دو طریق مشرب عرفانی ابوالحسن شاذلی را به شیخ شعیب ابومدین مغربی می‌رسانند: یکی از طریق محمد بن حرازم و ابو محمد صالح بن بنصار؛ و دیگری به واسطه عبدالاسلام مشیش، عبدالرحمان العطار الزیات و عبدالقادر گیلانی. از طریق انتساب از طریق دوم در بعضی از تذکره‌ها طریقه شاذلیه را قادریه شاذلیه هم خوانده‌اند.

## انشعابات شاذلیه
شاذلیه در دو ره‌های بعد انشعابات زیادی پیدا کرد. وفائیه، حنفیه، جذولیه، ناصریه، عیسویه، تهامیه، درقاویه از جمله شاخه‌هایی است که از طریقه اصلی شاذلیه شکل گرفتند و هریک ضمن پیوند با اصل خود، در ناحیه و منطقه ای رواج پذیرفتند.